# Zea (bướm nhảy)
Zea là một chi bướm ngày thuộc họ Bướm nâu.